# Okręg wyborczy Edinburgh South West
Okręg wyborczy Edinburgh South West powstał w 2005 r. i wysyła do brytyjskiej Izby Gmin jednego deputowanego. Bazą dla okręgu był dawny okręg wyborczy Edinburgh Pentlands z wyjątkiem jego wschodniej części. Dochodzi do tego południowo-zachodnia część okręgu Edinburgh Central.

## Deputowani do brytyjskiej Izby Gmin z okręgu Edinburgh South West
- 2005– : Alistair Darling, Partia Pracy